# Église souterraine
 (décembre 2024).
L’Église souterraine (en latin ecclesia silentii) est la forme clandestine que prend l’Église catholique, orthodoxe ou protestante lorsque le régime politique d’un pays n’autorise pas ou réprime les activités religieuses.

## En Chine
L’Église catholique en Chine comporte une Église souterraine qui fonctionne en parallèle avec l'Association patriotique des catholiques chinois (en), sous le contrôle de l'État.

## En Tchécoslovaquie
L’Église catholique est poursuivie par le régime communiste à la suite du coup de Prague. L’Action K (cs), en avril 1950, vise à la liquidation des ordres religieux masculins avec l’internement des moines dans des camps de travail. L’Action Ř, visant les religieuses, se déroule plus tard, en juillet-août 1950.